# Cryptorhopalum apicale
Cryptorhopalum apicale är en skalbaggsart som först beskrevs av Mannerheim 1843.  Cryptorhopalum apicale ingår i släktet Cryptorhopalum och familjen ängrar. Inga underarter finns listade i Catalogue of Life.